# Дубровка (Инзенский район)
Дубровка — поселок в составе Труслейского сельского поселения Инзенского района Ульяновской области. 

## География
Находится на расстоянии примерно 12 километров на север-северо-восток по прямой от районного центра города Инза. 

## История
Известен примерно с 1810 года, основан выходцами из села Труслейка. В 1990-е годы работало отделение коопхоза «Инзенский».

## Население
Население составляло 11 человек в 2002 году (русские 100%), 12 по переписи 2010 года.